# Покров (Рузский городской округ)
Покров — деревня в Рузском районе Московской области, входит в состав сельского поселения Ивановское. Население 26 человек на 2006 год. До 2006 года Покров входил в состав Ивановского сельского округа.
Деревня расположена в центральной части района, примерно в 6 километрах к северу от Рузы, на левом берегу реки Руза, высота центра над уровнем моря 187 м. На востоке к деревне примыкает посёлок Гидроузел, в 0,5 км западнее — деревня Шорново.